# Coloma Township (Illinois)
Die Coloma Township ist eine von 22 Townships im Whiteside County im Nordwesten des US-amerikanischen Bundesstaates Illinois. Im Jahr 2010 hatte die Coloma Township 11.371 Einwohner.

## Geografie
Die Coloma Township liegt am südlichen Ufer des Rock River im Nordwesten von Illinois. Der Mississippi, der die Grenze zu Iowa bildet, liegt rund 40 westlich. Die Grenze zu Wisconsin befindet sich rund 90 km nördlich.
Die Coloma Township liegt auf 41°46′17″ nördlicher Breite und 89°41′26″ westlicher Länge und erstreckt sich über 29 km², die sich auf 26,15 km² Land- und 2,85 km² Wasserfläche verteilen. 
Die Coloma Township liegt im Osten des Whiteside County und grenzt im Osten an das Lee County. Innerhalb des Whiteside County grenzt die Coloma Township im Süden an die Montmorency Township, im Südwesten an die Hume Township, im Westen an die Hopkins Township und im Norden an die Sterling Township. 

## Verkehr
Im äußersten Südosten führt die Interstate 88, die südliche Umgehungsstraße der Stadt Rock Falls, durch die Coloma Rownship. Innerhalb der Township kreuzt der U.S. Highway 30 die Illinois State Route 40, die über eine Brücke den Rock River quert und damit aus der Township hinaus führt. Alle weiteren Straßen sind County Roads oder weiter untergeordnete und zum Teil unbefestigte Fahrwege.
Der nächstgelegene Flugplatz ist der Whiteside County Airport am südlichen Stadtrand von Rock Falls (rund 1 km südlich der Township); die nächstgelegenen größeren Flughäfen sind der rund 85 km nordöstlich gelegene Chicago Rockford International Airport und der rund 90 km südwestlich gelegene Quad City International Airport.

## Demografische Daten
Nach der Volkszählung im Jahr 2010 lebten in der Coloma Township 11.371 Menschen in 4741 Haushalten. Die Bevölkerungsdichte betrug 434,8 Einwohner pro Quadratkilometer. In den 4741 Haushalten lebten statistisch je 2,38 Personen. 
Ethnisch betrachtet setzte sich die Bevölkerung zusammen aus 92,5 Prozent Weißen, 1,3 Prozent Afroamerikanern, 0,4 Prozent amerikanischen Ureinwohnern, 0,3 Prozent Asiaten sowie 2,9 Prozent aus anderen ethnischen Gruppen; 2,6 Prozent stammten von zwei oder mehr Ethnien ab. Unabhängig von der ethnischen Zugehörigkeit waren 13,6 Prozent der Bevölkerung spanischer oder lateinamerikanischer Abstammung. 
23,9 Prozent der Bevölkerung waren unter 18 Jahre alt, 58,8 Prozent waren zwischen 18 und 64 und 17,3 Prozent waren 65 Jahre oder älter. 51,4 Prozent der Bevölkerung war weiblich.

Das jährliche Durchschnittseinkommen eines Haushalts lag bei 37.454 USD. Das Pro-Kopf-Einkommen betrug 20.451 USD. 16,9 Prozent der Einwohner lebten unterhalb der Armutsgrenze.

## Orte
Das Gebiet der Coloma Township wird überwiegend vom Stadtgebiet von Rock Falls eingenommen. Daneben existiert neben Streubesiedlung und einigen Trailer Parks noch die (gemeindefreie) Siedlung Yeoward Addition.